# Paisagem cultural da fortaleza de Diarbaquir e dos jardins de Hevsel
A Paisagem cultural da fortaleza de Diarbaquir e dos jardins de Hevsel é um sítio classificado como Património da Humanidade pela UNESCO em 2015.
Diarbaquir (em turco: Diyarbakır) é uma cidade muralhada no sudeste da Turquia, junto ao rio Tigre, de população maioritariamente curda. Foi um centro importante desde os períodos Período helenístico e romano. A classificação inclui quase 6 km de muralhas, com o seu castelo interior, e os jardins de Hevsel, uma zona agrícola que liga a cidade ao rio.